# أياني (ديد أور ألأايف)
أياني (بالإنجليزية: Ayane) شخصية خيالية من سلسلة ألعاب ديد أور ألايف و أيضا نينجا غايدن. ظهرت لأول مرة في ديد أور ألايف 1 نسخة البلاي ستيشن 1 ، أياني نينجا من عشيرة النينجا تتقن الفن القتالي النينجا، قام بأداء صوت أيانيالياباني: واكانا يامازاكي، والصوت الإنجليزي: ويندي لي.